# Simaetha papuana
Simaetha papuana is een spinnensoort in de taxonomische indeling van de springspinnen (Salticidae).
Het dier behoort tot het geslacht Simaetha. De wetenschappelijke naam van de soort werd voor het eerst geldig gepubliceerd in 1994 door Marek Żabka.